# Nu jazz
Nu jazz (também escrito nü-jazz ou NuJazz, é às vezes chamado de New Urban Jazz, electronic jazz, electro-jazz, e-jazz, jazztronica, jazz house, phusion, "neo-jazz" e future jazz), é um termo surgido na década de 1990 para referenciar o gênero jazz misturado com outros elementos e estilos musicais, como o funk, soul music, electronic dance music, e outras improvisações livres.
De acordo com o crítico Tony Brewer,

Nu jazz é para o tradicional jazz o que o punk foi para o rock, com certeza. […] O som é o foco, não o entrosamento entre os músicos. É fazer o jazz divertido, novamente.

## Descrição
Nu jazz abrange desde combinações de instrumentos acústicos com batidas de jazz house  improvisado com elementos da músicas electrónicas, como batidas e refrões.

## Alguns precursores do movimento
- William Parker
- Antipop Consortium
- Tim Berne
- Meat Beat Manifesto
- Sex Mob
- Nils Petter Molvaer
- Matthew Shipp
- Craig Taborn
- DJ Spooky
- Spring Heel Jack
- Guizado